# Alenka Kuerner
Alenka Kuerner (Radovljica, 31 gennaio 1986) è un'ex sciatrice alpina slovena.

## Biografia
Attiva in gare FIS dal dicembre del 2001, la Kuerner esordì in Coppa Europa il 24 febbraio 2003 a Innerkrems in discesa libera (54ª) e in Coppa del Mondo il 23 gennaio 2005 a Maribor in slalom speciale, senza completare la prova che sarebbe rimasta l'unica disputata nel massimo circuito internazionale. In Coppa Europa ottenne il miglior piazzamento il 5 gennaio 2007 a Melchsee-Frutt in slalom speciale (5ª) e prese per l'ultima volta il via il 14 marzo 2008 a Claviere nella medesima specialità (39ª); si ritirò durante la stagione 2008-2009 e la sua ultima gara fu lo slalom speciale della XXIV Universiade invernale, disputato il 26 febbraio a Yabuli e non completato dalla Kuerner. In carriera non prese parte a rassegne olimpiche o iridate.

## Palmarès

### Coppa Europa
- Miglior piazzamento in classifica generale: 42ª nel 2007

### Campionati sloveni
- 4 medaglie:
  - 1 oro (combinata[1] nel 2005)
  - 1 argento (slalom speciale nel 2005)
  - 2 bronzi (slalom gigante nel 2006; slalom speciale nel 2008)